# Bolesność uciskowa gałek ocznych
Bolesność uciskowa gałek ocznych – jeden z najszybciej pojawiających się objawów oponowych polegający na widocznej reakcji bólowej wskutek lekkiego nacisku skierowanego od góry na gałki oczne przy zamkniętych powiekach. Fizjologicznie tego objawu nie powinno się obserwować. 
Towarzyszy podrażnieniu opon mózgowo-rdzeniowych.